# トヨタ・WiLL Vi
WiLL Vi（ウィル ヴイアイ）は、かつてトヨタ自動車株式会社（トヨタ）が日本国内で販売していた乗用自動車である。異業種合同プロジェクトの統一名称「WiLL」を冠する初の自動車で、製造はセントラル自動車株式会社が担当した。
WiLLブランドとしての製品であるため、トヨタのロゴやエンブレムは付されていない。

## 概要
元々は「トヨタにないカテゴリーの新コンセプトカー」という主題で検討されていた意匠の一つだったが、後にWiLLと呼ばれる異業種合同によるブランド創造プロジェクト構想で上市が決まり、他社に賛同を得る際には構想の具体例としてクレイ・モデルが活用された。
初代ヴィッツとプラットフォームを共有し、1.3Lエンジンに4速ATが組み合わされる。一方で、ボディパネルやインテリアなどは独自の設計とされた。エクステリアはシンプルなパネル面をシャープに組み合わせた造形とし、各所のグルーブドライン、昔の馬車を連想させるクリフカットシルエットとあいまって個性的なスタイルを創出。前後フェンダーのアーチラインで構成する前後対称形とし、大きく膨らんだブリスターフェンダーと4隅に配した大径タイヤにより安定感を強調した。インテリアは和やかなリビング（居間）をイメージしたもので、フラットなデザインのシートにしたほか、各種素材も工夫したとしている。
ターゲットとしている購買層を考慮して環境性能も重視し、リサイクルが容易な熱可塑性樹脂を内外装部品に多用、防音材は廃車の破砕材を、ラジエーター、ヒーターコア、ワイヤーハーネスの被覆材などに環境負荷物質の鉛を含まない部品を採用した。
グレード展開は標準車のほかにキャンバストップ仕様の2種類を設定し、全車に衝突安全ボディ、エアバッグ、プリテンショナー並びにフォースリミッター機構付きシートベルト、ブレーキアシスト、アンチロック・ブレーキング・システムを標準で装備した。
WiLLブランド第1弾として、季節ごとに限定色を用意するなどの斬新な販売策がとられた。2001年12月に2年弱という短期で生産を終了した際には、その理由を旬を逃さず商品を開発するという考えに基づいたものとし、計画を下回ったものの同年8月末までに約15,000台を販売したこと、購入者の半数がニュー・ジェネレーション層の女性であったこと、8割がトヨタ車を初めて購入した者だったことなどから、当初の目的は達成できたとした。

## 年表
1999年10月23日から開催された第33回東京モーターショーに参考出品車として展示したのを皮切りに、同年11月11日からは新たに開設した専用ショールームWiLL V's SQUARE AOYAMAのほか、MEGA WEB、トヨタ オートサロン アムラックスの東京ならびに大阪、東急ハンズの渋谷店及び新宿店で特別展示した。
2000年1月17日、発売。標準車とキャンバストップ仕様の2種類が設定され、メーカー希望小売価格は消費税込みで標準車が136万5,000円、キャンバストップ仕様が152万2,500円。外板色はシルバーメタリック、ブラック、スーパーホワイトII、ブルーメタリック、ペールローズメタリックオパール及びイエローグリーンメタリックオパールの6色。日本全国のトヨタビスタ店のほか、WiLL V's SQUARE AOYAMA、メガ ウェブ、トヨタ オートサロン アムラックスの東京ならびに大阪、東急ハンズの渋谷店ほか4店で展示・コンサルティングを実施した。発売から同年2月16日までの1か月間の累計受注台数は、月販目標台数の3倍となる約4,500台となった。トヨタビスタ店以外での受注が全体の1割に達したという。
2000年8月3日、一部改良。ボディカラーに秋・冬コレクションとして新色のダークグリーンマイカ、ゴールドメタリック及びボルドーマイカの3色を追加。
2000年10月3日、限定100台の特別仕様車「WEBバージョン」をWiLL Viオフィシャルホームページで発売。ラインナップは標準車のみ。外板色はスーパーホワイトII&ストロベリーミックストーニング及びペールローズメタリック&ストロベリーミックストーニングの2色。
2001年1月10日、一部改良。制動装置をEBD付きに変更。外板色には2001スプリングコレクションとして、新色のクールホワイト、バニラホワイト及びホワイティッシュラベンダーの3色を追加し、既存の3色については新内装色のブラックも選択できた。
2001年6月21日、新たなプロモーション「GOOD-Viプロジェクト」の一環として、限定車「バニラトップ」を同年8月31日までの期間限定で、WiLL Viオフィシャルホームページ経由で受注した。ラインナップは標準車のみで、外板色はブルーべリー&バニラトーニング及びカシス&バニラトーニングの2色。
2001年7月30日、プロモーション「GOOD-Viプロジェクト」の第2弾として、特別仕様車「シンデレラパール」を発売。ラインナップは標準車のみで、外板色はホワイトパールマイカの1色のみ。
2001年10月1日、生産終了の発表を機にプロモーション「GOOD-Viプロジェクト」の第3弾として、Webでの調査で人気が高かった外板色ペールローズメタリックオパール、ボルドーマイカ及びバニラホワイトの3色を「アンコールカラー」と称して再販した。ラインナップは標準車のみ。

## その他
- 名称については、Viの「V」は「Vehicle」の「V」で、ブランドWiLLと繋げてWiLL Vehicleとし、ブランド商品群での位置を示している[34]。Viの「i」は、「I」や「identity」「independence」「individual」といった、ターゲットである20代後半独身女性の自立、自己実現志向にちなんだ[34]。特に「i」は、Willすなわち主張、意志を込めて、Vehicleのidentityを表すために小文字にした[35]。
- 少なくない部品を初代ヴィッツと共用する一方で、初代ダイハツ・オプティの車体外後写鏡[注 9]や、ユーノス・ロードスターのサイドウインカーを流用するなどしていた[5][37][38]。
- ISOFIX準拠の固定装置を、ヴィッツに倣わず採用しなかった[39]。
- 「クリフカットシルエット」が当時の洗車機の動作に対応しておらず、トラブルが起こるケースもあった[40]。ただし車種選択スイッチがある洗車機に関しては、「リアスポイラー付き1BOX」か「ウイング付きミニバン」等を選択する事によってこのトラブルを解決することが可能であった[40]。
- 2001年に出稿した周年告知のテレビCMの表現が、不適切との指摘を受けた[41]。
- トヨタ東京自動車大学校の生徒有志は、2015年1月9日から開催の東京オートサロン2015 in 幕張メッセに、WiLL Viの改造車「甘車」を出典した[42]。
- トヨタ博物館は、2022年4月29日から同年7月18日まで開催した企画展「Here's a Small World! 小さなクルマの、大きな言い分」にて開催し、本車種を展示した[43]。

## 脚註

### 註釈
1. ↑  初代ヴィッツよりホイールは2インチ、タイヤは17mm大径とした[12]。
2. ↑  トヨタ独自の衝突安全規格であるGOAには、ドアのインナーパネルが鉄板がむき出しの構造となっていることや、後部座席と後部ガラスが接近していることなどから適合していない[15]。
3. ↑  1971年から1974年に生まれた団塊ジュニア世代を中心とする、当時20歳代から30歳代の若者を指しており、約800万人の市場を形成していた[16]。
4. ↑  2000年3月末までに登録された12,925台のうち、購入者の男女比率は67対33、購入者に占める20歳代と30歳代の割合は66%で、外板色はシルバーメタリック及びスーパーホワイトIIの2色で69%に達した[17]。
5. ↑  沖縄県は含めない。
6. ↑  メーカー希望小売価格は日本全国[注 5]で同一としたが、北海道のみ寒冷地仕様化を施し消費税込みで標準が138万4,950円、キャンバストップ仕様が154万2,450円となる[8]。
7. ↑  沖縄県ではトヨタカローラ沖縄株式会社が販売した[9]。
8. ↑  1999年10月23日から開催の第33回東京モーターショーでの展示車と同色である[28]。
9. ↑  遠隔による鏡面調整及び電動格納・復帰の機能は備わっていない[36]。